# Saasenheim
Saasenheim är en kommun i departementet Bas-Rhin i regionen Grand Est (tidigare regionen Alsace) i nordöstra Frankrike. Kommunen ligger i kantonen Marckolsheim som tillhör arrondissementet Sélestat-Erstein. År 2022 hade Saasenheim 578 invånare.

## Befolkningsutveckling
Antalet invånare i kommunen Saasenheim
| Referens: INSEE |